# 옥천 김씨
옥천 김씨(沃川金氏)는 충청북도 옥천군을 본관으로 하는 한국의 성씨이다.
시조 김곤(金錕)은 김알지의 후손으로, 본래는 예안 김씨였다.

## 참고 자료
- “옥천김씨(沃川金氏)”. 뿌리를 찾아서.[깨진 링크(과거 내용 찾기)]